# Эган, Эдмунд
Эдмунд Эган (венг. Egán Ede; 13 июля 1851, Чаковец — 22 сентября 1901, Среднее) — венгерский экономист, общественный деятель, филантроп, специалист по организации сельского хозяйства в Закарпатье.
Русский народ в глубине души добрый, послушный, данного слова придерживается и не теряет порядочности. Он проникнется процессом, ведь хорошо знает, где корень его беды. Не имеет только силу, чтобы самостоятельно вырваться из нынешнего положения.

## Биографические сведения
Ирландец по происхождению Эдмунд Эган родился 13 июля 1851 года в городе Чаковец (Чакторня) в Северной Хорватии в семье эмигранта из Ирландии. После окончания гимназии изучал экономику в университете города Халле (Германия) и право в Венском университете. В 1883—1896 Эдмунд Эган работал на посту советника венгерского министерства сельского хозяйства, заведовал молочным отделом.
Эдмунд Эган глубоко занимался проблемами людей, которые работали на земле. Он увидел, что в худшем положении в Венгрии оказались крестьяне на Закарпатье, которые, тяжело работая, едва могли заработать себе на хлеб.
В 1890 г. вышла его книга, посвященная сельскому хозяйству Карпатского региона, где было изложено видение того, как преодолеть бедность. Среди его проектов было и массовый ввоз в край тирольских коров, и создание кооперативных молочных хозяйств, государственное кредитование закарпатских крестьян.
Однако все проекты венгерского правительства натыкались на яростное сопротивление как местных крупных землевладельцев-венгров, так и арендаторов-евреев. По данным историка Жанет Керекеш, 1913 г. евреи на правах аренды владели около 60-70 % земель в Венгрии. Крупные земельные магнаты жили преимущественно в Будапеште, Вене и Париже, и им было неинтересно заниматься сельским хозяйством на своих землях.
Крестьянство в Закарпатье находилось едва ли не в худшем положении среди всех венгерских крестьян того времени. Массовые масштабы приобретала трудовая эмиграция из Закарпатья. Между 1880 и 1914 годами только в США на работу эмигрировало 225 тыс. закарпатских крестьян, которые нашли себе работу на заводах, фабриках и шахтах таких штатов как: Нью-Йорк, Нью-Джерси, Огайо, Коннектикут, Пенсильвания. Город Питтсбург и до сих пор изобилует русинскими фамилиями.
В 1897 г. вышел «Меморандум о развитии и повышения уровня духовной и материальной жизни русскоязычного народа северо-восточных Карпат и Рутении» Юлия Фирцака, где было описано катастрофическое положение крестьян в Закарпатье. Венгерское правительство, оценив ситуацию, которая сложилась на Закарпатье, направил для ее решения Эдмунда Эгана, который начал так называемую «Верховинскую хозяйственную акцию», которая вошла в историю как «Акция Эгана».

## Акция Эгана
В 1897 г. в городе Мукачево был создан штаб этой акции, так называемую Экспозитуру для горных районов, которой помогало около 20 греко-католических священников. Действуя не только по приказу венгерского министра сельского хозяйства Игнаца Дараньи, но и по зову собственной совести, пораженного удручающей бедностью русинов, Эдмунд Эган объездил большинство сел на Закарпатье, встречался с крестьянами, священниками, учителями, чиновниками, почтальонами. Свои наблюдения Эдмунд изложил в докладе венгерскому правительству «Экономическое положение русских крестьян в Венгрии». Первые программные принципы помощи людям были произнесены 28 марта 1898 г. в городе Свалява уже 12 февраля 1900 г. в мукачевском отеле «Чиллаг» были подведены первые итоги сделанных шагов.
«Акция Эгана» не только улучшала положение крестьян Закарпатья, но и была экономически выгодна для самой Венгрии, увеличивала ВВП государства, интенсифицировала ее экономику. Ликвидировался экономически нецелесообразный институт посредника, который присваивал львиную долю произведенной крестьянином добавленной стоимости, поскольку договоры аренды земли заключались через государственный институт. Не было необходимости брать деньги под ростовщический процент — действовали кассы взаимопомощи, которые выдавали средства под 6-7 % годовых. В результате внедрения новейших технологий не только значительно увеличился объем и качество сельскохозяйственных продуктов, производимых на селе, но и возникла возможность их переработки до получения готового к потреблению продукта — вина, сыра и др. Была ликвидирована ростовщическая монополия на торговлю в селе — товары народного потребления и даже водку на селе стали продавать кооперативы, по ценам значительно ниже, чем перед тем устанавливали ростовщики. Следовательно, добавленная стоимость оставалась на селе.
Деятельность Эдмунда Эгана вызвала сопротивление не только местных мафий, но и определенных правительственных кругов, которые беспокоились, что экономический подъем русинов может вызвать и подъём политический. Эдмунда Эгана начали преследовать. Подсыпали ему яд в коньяк, обворовывали, грабили, поджигали его жилье. Подавали на него в суд и лжесвидетельствовали против него. Писали ему анонимные письма, предлагали деньги, лишь бы он уехал куда-либо в Вену в Будапешт или куда-то еще. Однако он настолько проникся судьбой вдвойне чужого для него народа, что не хотел отступать.
20 сентября 1901 г. он ехал в карете из Ужгорода в село Среднее, где в него стреляли. 22 сентября 1901 г. Эдмунд Эган умер.
Расследование не выявило убийц и впоследствии «Верховинская акция» хоть и не была свернута, и все же со смертью своего вдохновителя продвигалась меньшими темпами.
На похоронах Эдмунда Эгана в Ужгороде сошлось 12 тысяч русинских крестьян — пастухов, дровосеков, виноградарей из самых отдаленных уголков. Очевидцы утверждали, что по селам стоял громкий плач, почти в каждом селе были проведены траурные народное собрание.
«Спаситель русинского народа», как еще долго называли Эгана, навсегда запечатлелся в народной памяти русинов Закарпатья. На месте его гибели был возведен памятный крест, снесенный советской властью в 1960-х, но восстановленный 23 марта 2002 г.
5 октября 2005 года в Ужгороде была основана благотворительная организация «фонд им. Э. Эгана», которая продолжила внедрять идеи начатые выдающимся венгерским экономистом Эдмундом Эганом.

## Научные труды
- M. Magyarország tejgazdasági termelése és kereskedésének mai helyzete (Bp., 1885);
- Tejszövetkezeti alapszabályminta (Bp., 1886).
- Irod. E. E. (Köztelek, 1901. 75. sz.)
- Értekezés a Budapesten szövetkezeti alapon létesítendő Központi Tejcsarnok tárgyában. Bp. 1883.;
- Magyarország tejgazdasági termelésének és kereskedésének mai helyzete. Bp. 1885.;
- A tejgazdaság fontossága Erdély marhatenyésztési viszonyainak fejlesztésére. Kolozsvár, 1887.;
- Az erdélyi szarvasmarhatenyésztés feladatai. Kolozsvár, 1890.;
- Landwirtschaftlische Skizzen aus Ungarn. Berlin, 1898.;
- A hegyvidéki földművelő nép közgazdasági helyzetének javítását célzó állami akció ügyében … jelentés. Bp. 1900.